# Laura Leighton
Laura Diane Leighton (Iowa City, Iowa, 1968. július 24. –) amerikai színésznő. 
Legismertebb alakítása Sydney Andrews a Melrose Place című sorozatból.

## Élete és pályafutása
Középiskolai tanulmányait az Iowa City-ben található West High Schoolban végezte. Egyetemi tanulmányait a Long Beach-ben (Kalifornia) lévő California State University-n végezte, és gazdasági diplomát szerzett.
A Melrose Place című sorozattal vált ismertté. 1995-ben Golden Globe-díjra jelölték legjobb női mellékszereplő (sorozat, minisorozat vagy tévéfilm) kategóriában Sydney Andrews szerepéért. 1997-ben kilépett a Melrose Place-ből, az általa alakított Sydney meghalt az 5. évad utolsó részében. 1998-ban összeházasodott Doug Savanttal, akivel kollégák voltak a sorozatban. 2000-ben született meg első közös gyermekük, Jack Douglas Savant, akit lányuk, Lucy Jane Leighton Savant követett 2005-ben. 
Laura Leighton 163 cm magas. Érdekesség, hogy tud zongorázni.